# تشارلز مارتن (لاعب كريكت)
تشارلز مارتن (بالإنجليزية: Charles Martin)‏ (6 أغسطس 1836 في المملكة المتحدة - 28 مارس 1878) هو لاعب كريكت بريطاني (وحمل سابقاً جنسية المملكة المتحدة لبريطانيا العظمى وأيرلندا). لعب مع نادي مقاطعة هامبشاير للكريكت ‏.

## وصلات خارجية
- تشارلز مارتن على موقع إي آس بي آن كريك إنفو (الإنجليزية)